# Max Morgenstern-Döring

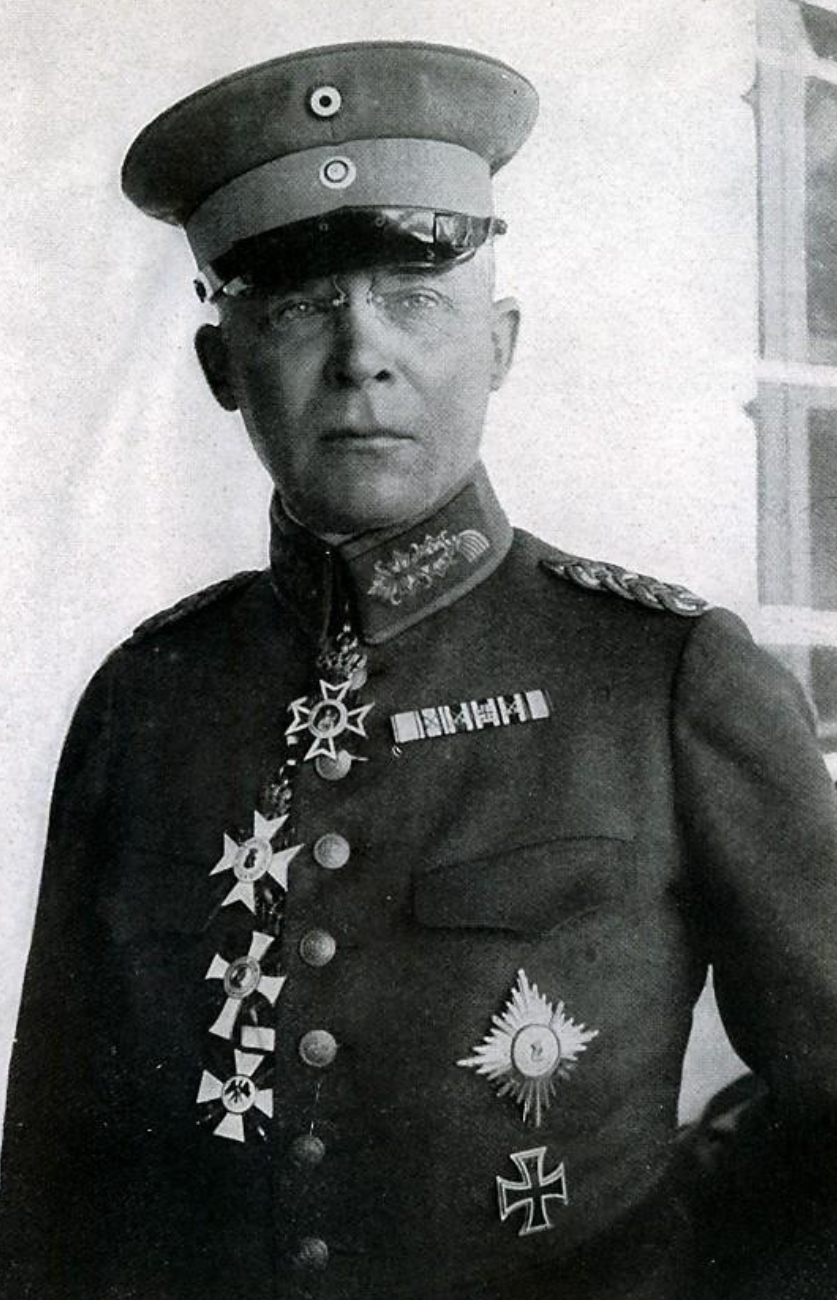
Max Morgenstern-Döring

Johannes Max Ferdinand Morgenstern-Döring (* 11. Mai 1858 in Leipzig; † 12. August 1931 in Dresden) war ein sächsischer Generalleutnant.

## Leben
Max war der Sohn des Fabrikanten Hermann Morgenstern-Döring und dessen Ehefrau Bertha, geborene Döring.
Er besuchte von 1871 bis zum Abitur 1879 die humanistische Thomasschule zu Leipzig. Von 1879 bis 1880 studierte er an der Universität Leipzig. Danach wurde er Offiziersanwärter bei der Sächsischen Armee.
Von 1881 bis 1893 war er zunächst als Leutnant, dann als Oberleutnant im 8. Infanterie-Regiment „Prinz Johann Georg“ Nr. 107 in Leipzig. Von 1893 bis 1903 diente er als Hauptmann und Kompaniechef im 1. Leib-Grenadier-Regiment Nr. 100 in Dresden. Von 1903 bis 1907 diente er als Major und  Bataillonskommandeur im 10. Infanterie-Regiment Nr. 134 in Plauen. Von 1907 bis 1911 war er Oberstleutnant und Kommandeur des 11. Infanterie-Regiments Nr. 139 in Döbeln. Mit der Beförderung zum Oberst am 23. September 1911 folgte zeitgleich die Ernennung zum Kommandeur des 15. Infanterie-Regiments Nr. 181 in Chemnitz. Dieses Kommando hatte er bis zum 17. März 1914 inne.
Im Ersten Weltkrieg führte er als Generalmajor die Dresdner 64. Infanterie-Brigade (6. Königlich Sächsische). Sie kämpften u. a. an der Marne und um Verdun. Am 1. April 1916 übernahm Morgenstern-Döring von Oskar von Ehrenthal die 24. Reserve-Division (2. Königlich Sächsische) und kämpfte zunächst an der West- und ab Mai 1917 an der Ostfront. Seine Einheit war im Winter 1916 an der Schlacht an der Somme beteiligt. In seinem Stab diente u. a. Ernst Heinrich Prinz von Sachsen, der Sohn des sächsischen Königs Friedrich August III. Er beschrieb seinen Kommandeur später als stets freundlich und hilfsbereit. Anfang November 1917 erfolgte die Verlegung zurück an die Westfront, wo die Division im Dezember in der Schlacht von Cambrai antrat. Sein Kommando gab Morgenstern-Döring am 30. Januar 1918 an seinen Nachfolger Martin von Oldershausen ab. Er wurde danach als Nachfolger von Franz Francke Kommandeur der 212. Infanterie-Division (9. Königlich Sächsische). Nach Kriegsende wurde der Verband im März 1919 demobilisiert.
1920 wohnte Morgenstern-Döring in der Oberlößnitz, im heute denkmalgeschützten Haus Arnim in der Waldstraße 20.

## Auszeichnungen
Morgenstern-Döring erhielt die folgenden Auszeichnungen:
- Komtur II. Klasse mit Schwertern des Sächsischen Verdienstordens
- Komtur I. Klasse mit Schwertern des Albrechts-Ordens
- Sächsisches Dienstauszeichnungskreuz[4]
- Roter Adlerorden II. Klasse mit Schwertern
- Kronenorden II. Klasse mit dem Stern und Schwertern
- Eisernes Kreuz (1914) II. und I. Klasse
- Militär-St.-Heinrichs-Orden
  - Ritterkreuz am 15. Oktober 1914[5]
  - Komtur II. Klasse am 28. August 1916[6]
- Bayerischer Militärverdienstorden II. Klasse mit Schwertern
- Mecklenburgisches Militärverdienstkreuz II. Klasse
- Kreuz für Verdienste im Kriege
- Österreichisches Militärverdienstkreuz II. Klasse mit der Kriegsdekoration
- Eiserner Halbmond
- Verwundetenabzeichen
- China-Denkmünze
- Südwestafrika-Denkmünze

## Schriften
- Die 24. (Kgl.sächs.) Reserve-Division im Weltkrieg 1914/17. Mit einem Geleitwort vom Divisions-Kommandeur Generalmajor Morgenstern-Döring im Auftrag der Division herausgegeben von Leutnant der Reserve Schroeder, Bild und Karte, Leipzig 1917.